# Unai Yus Kerexeta
Unai Emilio Yus Kerexeta (Vitòria, 13 de febrer de 1974) és un ciclista basc, que fou professional entre 1999 i 2006. També competí en ciclocròs, on es proclamà Campió d'Espanya.

## Palmarès en ruta
- 2001
  - 1r a la Porto-Lisboa
  - Vencedor d'una etapa a la Volta a Portugal
- 2004
  - Vencedor d'una etapa a la Volta a Hessen
- 2017
  - Vencedor d'una etapa a la Volta a Tenerife

### Resultats a la Volta a Espanya
- 2005. Abandona

## Palmarès en ciclocròs
- 2005
  -  Campió d'Espanya de ciclocròs
- 2007
  - 1r al Ciclocròs Ciutat de València